# سندرم کروم
سندرم کروم (انگلیسی: Crome syndrome) یک بیماری نادر است که با علائم متفاوتی همچون صرع، کم‌توانی ذهنی، مشکلات چشم و کلیه همراه است. این سندرم معمولاً ظرف ۴ تا ۸ ماه منجر به مرگ می‌شود.

## تاریخچه
در سال ۱۹۶۳ میلادی، یک پزشک در دو نوزاد مؤنث، نشانه‌هایی از کم‌توانی ذهنی، آب‌مروارید مادرزادی، حملات صرع و جثهٔ کوچک مشاهده نمود. این دو نوزاد در سن ۴ تا ۸ ماهگی درگذشتند. کالبدشکافی، نکروز توبولار کلیه و انسفالوپاتی را نشان داد.